# Marquesa de Merteuil
La marquesa Isabelle de Merteuil es uno de los personajes de la novela epistolar Las amistades peligrosas de Choderlos de Laclos. Mujer de una gran belleza, manipuladora y orgullosa, es una libertina. En sus cartas dirigidas al Vizconde de Valmont, expone sus reglas de libertinaje dentro de la nobleza francesa de finales del siglo XVIII. Da instrucciones al vizconde para llevar a cabo una venganza personal al conde de Gercourt, antiguo amante que la ha abandonado.

## Descripción
Su viudez le permite dedicarse al libertinismo. La carta 81 es un magnífico ejemplo autobiográfico en el que cuenta que ya en su infancia y adolescencia, ella poseía una gran inteligencia para penetrar en los secretos ajenos y a manejar la hipocresía.
Se podría considerar que la Marquesa es la mitad malvada de Cécile de Volanges. Además, Laclos inserta elementos bisexuales en este personaje, que en ocasiones parece desear a Cécile (concretamente en las cartas 20 y 63). Su relación con el Vizconde de Valmont es de complicidad intelectual, narcisista y seductora, una complicidad extraña en la literatura universal. Superior a su confidente, ella demuestra al mismo tiempo orgullo y tristeza. Su inteligencia y frialdad suelen estar acompañadas por la pasión ardiente de la carne, la seducción y el placer en todos los sentidos.
Su libertinismo no es únicamente un juego sino la manera por la cual se iguala a los hombres. La Marquesa odia el amor porque es la manera con la cual los hombres se posicionan por encima de las mujeres, demostrando su poder. Está en contra de los sentimientos y no duda en instruir a Cécile de esta manera poniendo a su disposición hombres de diferentes edades. En este sentido, ella es completamente racionalista. Sin embargo, todas sus acciones se llevan a cabo con placer y desesperación.
Un cierto hedonismo está presente en todas sus cartas: el placer de saberse superior, el de hacer sufrir y también el de disfrutar.

## El aprendizaje libertino
Madame de Merteuil es autodidacta. Desde muy joven, rechaza su condición de mujer (carta LXXXI) y elige una vida libertina. Para ello lleva a cabo un trabajo de completo control de sus sentimientos: nadie debe tener acceso a sus pensamientos (por lo que también aprende a controlar las expresiones de su cara mediante crueles ejercicios, como es el caso de la carta 81, en la que aprende a posicionarse serena clavándose un tenedor en la mano). Obtiene rápidamente un gran éxito en el seno de la nobleza, por lo que decide profundizar en sus ejercicios para manipular a los demás. Normalmente utiliza un registro épico para dar a entender que es capaz de dominar una fuerza "divina".

## Relación con el resto de personajes
Su facultad para manipular a los demás está presente en todas sus cartas. Juega con los sentimientos de cada uno, se divierte deshonorando a sus amantes, despreciando a otras mujeres... Esta libertina jamás dice la verdad salvo a un personaje, su amigo y antiguo amante Valmont. Estos dos personajes son muy parecidos: libertinos, inteligentes, manipuladores y orgullosos. Confiando el uno en el otro, han desarrollado una gran complicidad. Esta gran rivalidad terminará siendo una auténtica guerra. En las cartas 4 y 131 se deja entender que existen también unos sentimientos de ternura y amor difíciles de confesar.
A lo largo de la novela, cada personaje representa un modelo de relación amorosa: apasionada (Valmont-Tourvel), y conflictiva (Merteuil-Valmont).